# 瓦尔德马·安东
瓦尔德马·安东（1996年7月20日—）是一位德国足球运动员，自2007年起效力于德国足球甲级联赛俱乐部多特蒙德，德國國家足球隊成員。于场上司职后卫。

## 生涯
安东出生于乌兹别克斯坦的阿尔马雷克，其父母均为俄罗斯德意志人。在安东两岁时，他随家人作为后续撤离者回迁德国，其名字也由“弗拉基米尔”（Wladimir）改为“瓦尔德马”（Waldemar）。他同时掌握有德语及俄语两门语言。

### 俱乐部
安东于7岁时开始在汉诺威的市辖区俱乐部米伦贝格（Mühlenberger SV）开始踢足球。2006年，他被汉诺威96的球探相中，并于2008年转投至该俱乐部的青训营。在2014-15赛季，他成为了汉诺威19岁以下梯队的队长。
至2015-16赛季，安东获准升入俱乐部一线队，但最初仅可随二队参加北部地区联赛。2015年9月20日，他在汉诺威96客场对阵奥格斯堡的德甲比赛中首度被列入职业队大名单，但未获出场。2016年2月27日，安东在客场以2比1战胜斯图加特的比赛中首次亮相，于伤停补时阶段替换清武弘嗣登场。同年4月15日，他又在主场以2比0击败普鲁士门兴格拉德巴赫的比赛中射入自己的德甲首球。然而至赛季结束时，他却随球队一同降入德乙。安东于2016年5月底续签了与汉诺威的合同。在2016-17赛季，他率球队成功直接重返德甲。2018年8月，时任汉诺威96主教练的安德烈·布赖滕赖特宣布任命安东为新任队长，他也因此成为2018-19赛季德甲的最年轻队长。
2020年7月28日，安东转会至斯图加特，签下四年合約。
2024年7月8日，安东（Anton）加盟同为德甲球队的多特蒙德，签署了一份为期四年的合同，转会费据报道为2250万欧元。2025年2月8日，安东在对阵老东家时打入了一粒乌龙球。

### 国家队
2016年9月2日，安东在德国21岁以下国家足球队以3比0战胜斯洛伐克的比赛中首次亮相。2017年6月，他作为该梯队的一员在波兰赢得了欧洲U-21足球锦标赛的冠军。
由于安东尚未代表任何成年组国家队出场，因此他仍有可能转换足协。他基本上可以在三支国家队之间做出选择：俄罗斯——因其父母及祖父母是长期生活在苏联的旅俄德国人；乌兹别克斯坦——他的出生国；以及德国——他从2岁起便在此生活的国度。乌兹别克斯坦足球协会曾于2017年联系安东转换国家队，然而遭到他坚定的回绝。安东对于入选俄罗斯国家足球队则持开放态度，但俄罗斯足球协会尚未与其联系。

### 生涯数据
最後更新：2018年2月10日
| 俱乐部       | 赛季     | 联赛         | 联赛 | 联赛 | 杯赛 | 杯赛 | 总计 | 总计 | 注释  |
| 俱乐部       | 赛季     | 联赛         | 出场 | 入球 | 出场 | 入球 | 出场 | 入球 | 注释  |
| ------------ | -------- | ------------ | ---- | ---- | ---- | ---- | ---- | ---- | ----- |
| 汉诺威96二队 | 2015–16  | 北部地区联赛 | 11   | 1    | —    | —    | 11   | 1    | [ 5 ] |
| 汉诺威96     | 2015–16  | 德甲联赛     | 8    | 1    | 0    | 0    | 8    | 1    | [ 5 ] |
| 汉诺威96     | 2016–17  | 德乙联赛     | 31   | 2    | 2    | 0    | 33   | 2    | [ 5 ] |
| 汉诺威96     | 2017–18  | 德甲联赛     | 21   | 1    | 2    | 0    | 23   | 1    | [ 5 ] |
| 汉诺威96     | 总计     | 总计         | 60   | 4    | 4    | 0    | 64   | 4    | —     |
| 生涯总计     | 生涯总计 | 生涯总计     | 71   | 5    | 4    | 0    | 75   | 5    | —     |

## 荣誉
国家队
- 欧洲U-21足球锦标赛冠军：2017年

个人
- 下萨克森足球先生：2018年